# Pietro Perconti
Pietro Perconti (Milano, 7 settembre 1968) è un filosofo italiano.
Le sue ricerche si concentrano principalmente sul tema della coscienza, sulla cognizione sociale e sul ruolo sociale delle scienze cognitive.

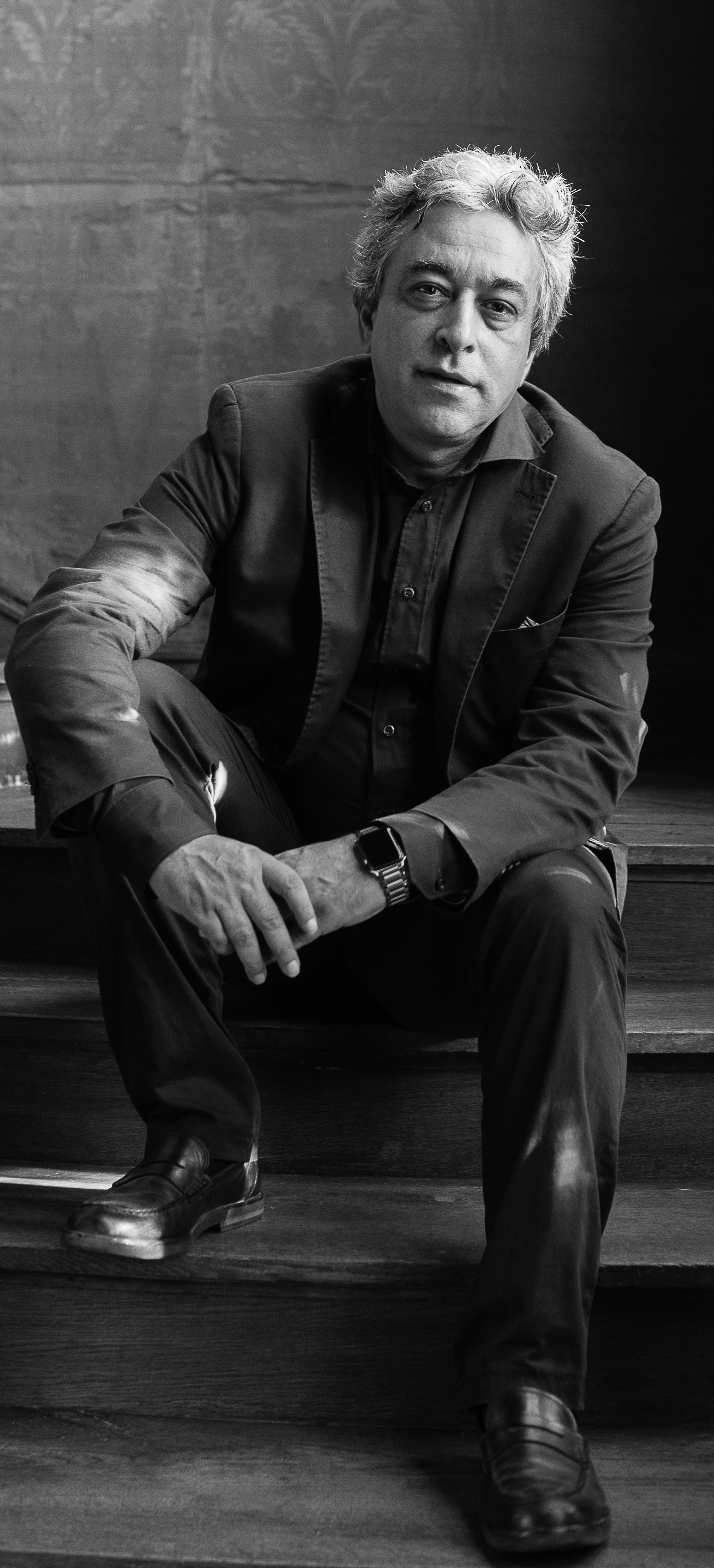
Pietro Perconti (Photo credit by Eleonora Orlando)

## Biografia
Perconti si è laureato in Filosofia nel 1992 presso l'Università di Palermo con una tesi intitolata Ragione e linguaggio in Über die Aufgabe des Geschichtsschreibers di Wilhelm von Humboldt, sotto la guida di Franco Lo Piparo (Università di Palermo) e Jürgen Trabant (Freie Universität zu Berlin). Nel 1997 consegue il titolo di Dottore di Ricerca in filosofia del linguaggio (Università di Palermo, Università "La Sapienza") discutendo la tesi Rappresentazione esterna e linguaggio. La ‘Darstellungslehre’ nell’età classica tedesca (advisor: Lia Formigari, Università "La Sapienza"). Dal 2013 al 2018 è stato Prorettore alla Didattica dell'Università di Messina.
Dal 2018 ai primi di aprile 2023 (dimissione volontaria anticipata) ha diretto il Dipartimento di Scienze Cognitive, Psicologiche, Pedagogiche e degli Studi Culturali (COSPECS) dell'Università di Messina, presso il quale è professore ordinario, titolare della cattedra di filosofia della mente.

## Idee filosofiche
Gli studi filosofici iniziali di Pietro Perconti sono dedicati alla storia delle idee linguistiche, specialmente nella Germania tra la fine del Settecento e l’inizio dell’Ottocento. Le sue ricerche di tipo più specialistico sono state ospitate da alcune delle riviste più prestigiose del settore, come Histoire Épistémologie Langage in Francia e i Beiträge zur Geschichte der Sprachwissenschaft in Germania. La monografia Kantian Linguistics del 1999 è stata considerata da Kant-Studien (la rivista più autorevole del settore) come un libro degno di influenzare gli studi kantiani futuri.
Gli studi successivi di Perconti si sono rivolti ai temi della cognizione sociale, della coscienza e del ruolo sociale della scienze cognitive. Recentemente, ha sostenuto che il Deep Learning finirà per diffondere l’intelligenza artificiale ovunque, ma con il rischio che rimanga senza nessuno che ne porti la responsabilità.
In collaborazione con la filosofa Simona Morini ha pubblicato anche un libro divulgativo con la casa editrice Raffaello Cortina, E-mail filosofiche. Di grandi idee e problemi quotidiani, cercando di riproporre la pratica settecentesca della conversazione elegante utilizzando un mezzo nuovo, le lettere elettroniche.

## Opere

### Libri
Plebe, A., & Perconti, P. (2022). The Future of the Artificial Mind (1st ed.). Boca Raton: Taylor & Francis.
Perconti, P. (2017). Filosofia della mente. Bologna: Il Mulino.
Perconti, P. (2015). La prova del budino: il senso comune e la nuova scienza della mente. Milano: Mondadori Università.
Perconti, P. (2011). Coscienza. Bologna: Il Mulino.
Perconti, P. (2008). L'autocoscienza: cos'è, come funziona, a cosa serve. Roma-Bari: GLF editori Laterza.
Pennisi, A., & Perconti, P. (2006). Le scienze cognitive del linguaggio. Bologna: Il Mulino.
Morini, S. & Perconti, P. (2006). E-mail filosofiche: di grandi idee e problemi quotidiani. Milano: Raffaello Cortina Editore.
Perconti, P. (2003). Leggere le menti. Milano: Bruno Mondadori.
Perconti, P. (1999). Kantian linguistics: theories of mental representation and the linguistic transformation of Kantism (Vol. 10). Nodus.

### Articoli
Perconti, P. (2021). Identity, Narratives, and Psychopathology: A Critical Perspective. In Psychopathology and Philosophy of Mind (pp. 214–221). Routledge.
Perconti, P., & Plebe, A. (2020). Deep learning and cognitive science. Cognition, 203, 104365.
Perconti, P. (2020). Moderate Mindreading Priority. In The Extended Theory of Cognitive Creativity (pp. 103–113). Springer, Cham.
Plebe, A., & Perconti, P. (2020). Plurality: The End of Singularity?. In The 21st Century Singularity and Global Futures (pp. 163–184). Springer, Cham.
Perconti, P., & La Porta, G. (2019). Faces in the Brain. Mediterranean Journal of Clinical Psychology, 7(1).
Perconti, P. (2018). Identità narrativa ed esperienze non concettuali. Bollettino della società filosofica italiana, 2(3), 43-54.
Perconti, P. (2013). The Role of Motivational Force and In-tention in First-Person Beliefs. I Linguistics and Philosophy of Language 27, 327.
Perconti, P. (2013). Two kinds of common sense knowledge (and a constraint for machine consciousness design). International Journal of Machine Consciousness, 5(01), 95-101.
Perconti, P. (2005). La filosofia nella scienza cognitiva. Il caso dell'autocoscienza. Sistemi intelligenti, 17(2), 299-308.
Perconti, P. (2002). Context-dependence in human and animal communication. Foundations of Science, 7(3), 341-362.